# (33801) Emilyshi
1999 VF28 (asteroide 33801) é um asteroide da cintura principal. Possui uma excentricidade de 0.14582320 e uma inclinação de 5.13027º.
Este asteroide foi descoberto no dia 3 de novembro de 1999 por LINEAR em Socorro.